# Tatsuya Kumagai
Tatsuya Kumagai (熊谷 達也 Kumagai Tatsuya?), född 25 september 1992 i Chiba prefektur, är en japansk fotbollsspelare.
Kumagai började sin karriär 2015 i Blaublitz Akita. Han spelade 55 ligamatcher för klubben. Han avslutade karriären 2016.